# Karin Brouwers
Pour les articles homonymes, voir Brouwers.
Karin Brouwers, née le 27 juin 1964 à Louvain est une femme politique belge flamande, membre du CD&V.
Elle est licenciée en droit (KUL);
certificat de droit européen (Strasbourg)
Elle fut collaboratrice du groupe CVP (1989 - 2001)

## Fonctions politiques
- 1989-2001 : conseillère communale à Louvain
- 2001-2009 : échevin à Louvain
- députée au Parlement flamand :
  - depuis le 7 juin 2009
    - sénatrice de communauté depuis 2014